# Виламарцана
Виламарцана (итал. Villamarzana) је насеље у Италији у округу Ровиго, региону Венето.
Према процени из 2011. у насељу је живело 728 становника. Насеље се налази на надморској висини од 5 м.

## Становништво
| 1931. | 1936. | 1951. | 1961. | 1971. | 1981. | 1991. | 2001. | 2011. |
| ----- | ----- | ----- | ----- | ----- | ----- | ----- | ----- | ----- |
| 2.278 | 2.430 | 2.529 | 1.733 | 1.436 | 1.279 | 1.197 | 1.213 | 1.202 |